# Livre écossaise
La livre (en scots moderne et moyen scots Pund) était la monnaie de l'Écosse avant le Traité d'Union de 1707 entre le Royaume d'Écosse et le Royaume d'Angleterre, qui créa le Royaume de Grande-Bretagne. Il a été introduit par David Ier, au XIIe siècle, sur le système monétaire carolingien d'une livre (£) divisée en 20 shillings (s. ou /-), chacun de 12 pence (d.). La monnaie écossaise a ensuite été dévaluée par rapport à la livre sterling en raison de la dévalorisation de sa monnaie[réf. nécessaire]. À l'époque de Jacques III, une livre écossaise valait cinq shillings sterling[réf. nécessaire].
Des pièces d'argent étaient émises, libellées en merk, d'une valeur de 13s.4d. écossais (deux tiers de livre écossaise). Lorsque Jacques VI devint roi d'Angleterre (sous le nom de Jacques Ier) en 1603, les pièces de monnaie furent réformées pour correspondre étroitement aux pièces en livre sterling, avec 12 livres écossaises égales à 1 livre sterling. Aucune monnaie d'or n'a été émise de 1638 à 1700, mais de nouvelles pièces d'argent ont été émises de 1664 à 1707.
Avec les Actes d'Union de 1707, la livre écossaise fut remplacée par la livre sterling au taux de 12 pour 1 (1 livre écossaise = 20 pence sterling), bien que la livre écossaise ait continué à être utilisée en Écosse comme unité de compte pendant la majeure partie du XVIIIe siècle.
Aujourd'hui, il n'existe pas de monnaie écossaise distincte. Cependant, les trois plus grandes banques de compensation d'Écosse (la Royal Bank of Scotland, la Bank of Scotland et la Clydesdale Bank) émettent des billets libellés en livres sterling. Ces billets peuvent être acceptés comme moyen de paiement dans tout le Royaume-Uni, mais sont beaucoup plus courants en Écosse ; leur valeur est adossée à des billets de grande valeur non circulants émis par la Banque d'Angleterre (les « géants » et les « titans »).

## Liste des pièces de monnaie de la livre écossaise
- Pistole – Or, 12 livres écossaises
- Dollar – Remplacement du ryal, 60 shillings écossais (Jacques VI)
- Ryal – Or, 1565
- Couronne ou Lion – Or (Jacques Ier)
- Demi-couronne, Demi-Lion ou Demys – Or (Jacques Ier)
- Ducat ou "bonnet" – 40 shillings, 1539 (Jacques V)
- Mark ou merk – Or (d’où le terme markland)
- Noble – Or, valant un demi-mark, 1357 (David II, réintroduit par Robert III)
- Licorne – Or, 18 shillings écossais, 1484-1485 (Jacques III)
- Demi-licorne – Or, 9 shillings écossais (Jacques IV)
- Testoun – argent, 1553. Était produit en France avec le nouveau procédé de fraisage et de vis, étant la première monnaie usinée d'Écosse[3].
- Bawbee – Billon, six pences [2] de 1537
- Shilling
- Gruau (groat) – Argent, équivalent à quatre pence, de 1357 (d'où le terme groatland)
- Demi-gruau – Argent, équivalent à deux pence, de 1357
- Tourneur (turner) – Billon, deux pence (Jacques VI), plus tard en cuivre.
- Bodlé – Cuivre, deux pence [2] ( Charles II )
- Tête dure (hardhead) – également appelé Lion, pièce de billon circulant sous les règnes de Marie et de Jacques VI
- Penny – Billon, une des premières pièces de monnaie, datant de David Ier. Plus tard en cuivre, donnant naissance au terme pennyland.
- Demi-penny (halfpenny) – Initialement littéralement un demi-penny, celles-ci sont devenues des pièces de monnaie à part entière vers 1280. Plus tard en cuivre.
- Farthing (farthing) ou quart de penny (quarter-penny) – Il s’agissait à l’origine de quarts de penny, mais comme pour les demi-pennys, ils sont devenus des pièces à part entière vers 1280. Plus tard en cuivre.
- Plack – valeur de quatre pence écossais ou en 1707 un tiers d'un penny sterling.